# 前11世纪
| 千纪： | 前3千纪 \| 前2千纪 \| 前1千纪 |
| 世纪： | 前14世纪 \| 前13世纪 \| 前12世纪 \| 前11世纪 \| 前10世纪 \| 前9世纪 \| 前8世纪                                                           |
| 年代： | 前1090年代 \| 前1080年代 \| 前1070年代 \| 前1060年代 \| 前1050年代 \| 前1040年代 \| 前1030年代 \| 前1020年代 \| 前1010年代 \| 前1000年代 |

前1100年至前1001年的这一段期间被称为前11世纪。

## 重要事件、发展与成就

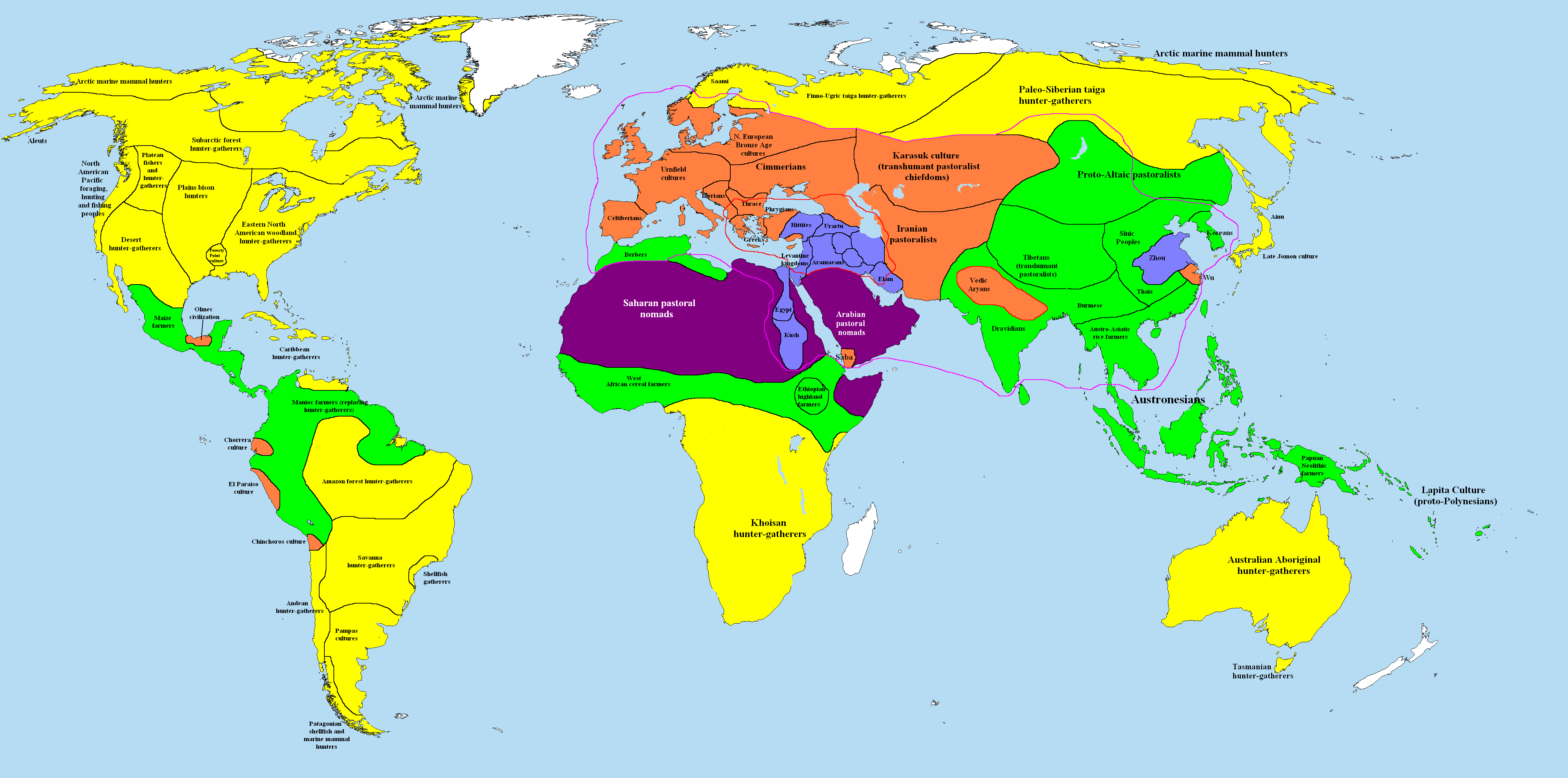
前1000年的世界

- 科学技术

無
- 战争与政治
  - 殷商末期

祝融之后、芈姓季连之苗裔鬻熊至周，事西伯昌(周文王)。
鬻熊子熊丽始封于雎山之间。
熊丽生熊狂。
  - 西周初期

熊狂子熊绎参加岐阳之会，周成王与诸侯会盟。
  - 前1046年：商朝灭亡，西周建国。
  - 前1043年：周成王继位。
  - 古希腊开始在地中海沿岸殖民。
  - 腓尼基人向伊比利亚半岛扩张。

- 公元前11世纪的天灾人祸

- 文化娱乐
- 社會與經濟

- 疾病与医学

- 环境与自然资源

- 宗教與哲學